# Facades (groupe)
Facades est un groupe de pop et folk français, originaire de Paris. Formé en 2004, le groupe se composait d'Amélie Festa et Mathieu Maestracci.

## Biographie
Le groupe propose de la musique électronique, pop et folk. Inspiré des groupes Radiohead et Coldplay, Mathieu Maestracci décide de monter en 2004 un projet solo et cherche une chanteuse pour ses compositions. Amélie Festa commence alors à poser sa voix sur ses morceaux et très vite le groupe prend le nom de « Facades », puis monte un répertoire musical qu'il commence à jouer en live en 2005. Les influences des deux artistes sont très variées. Mathieu Maestracci s'inspire aussi bien des influences classiques que contemporaines pour créer un genre musical mêlant légèreté pop et acoustique et rythmes electro sur lesquels se pose la voix d'Amélie.
En 2007, Facades rencontre le réalisateur Stéphane Meunier, qui, après avoir écouté et apprécié leur musique, décide de leur confier la composition de la bande originale de ses films et séries, notamment la série jeunesse à succès Foudre, diffusée sur France 2,. Désormais popularisé grâce à l'émission, le groupe sort son premier album, éponyme, au début de l'été 2008. Quelques jours après, Facades atteint le top 10 des artistes Myspace France et y reste tout l’été, cumulant 6 000 à 7 000 écoutes par jour, et quelques milliers de téléchargements. Ils réalisent quelques concerts (notamment filmé au Théâtre du Ranelagh en juin 2009).
À l’été 2010, le groupe sort son deuxième album, Clouds in the Box. Après une pause en 2011 pour se consacrer à d’autres projets audiovisuels, Facades revient en 2012 avec le clip du titre Past Scenes, obtenant 3 prix au Festival 48h MVP (dans les catégories meilleur clip, meilleure image et meilleure réalisation), les permettant d'accéder en compétition internationale en mars 2013 à Hollywood. En moins de deux semaines, la vidéo réalise 15 000 visionnages sur Dailymotion et YouTube. En août 2012, le groupe sort un nouvel album, Compilation of Ballads and Lullabies, qui réunit 30 morceaux, utilisés dans divers programmes télévisés, jamais sortis en CD. Facades s'associe à Woow Your Life pour réaliser d’autres projets. Le groupe annonce travailler sur de nouveaux morceaux, afin de sortir un troisième album dans le courant de l’année 2013.
En 2014, ils sortent l'album Those Who Crossed Territories. Cette même année, ils jouent aux côtés de Musah et 8PM. Le groupe ne donne plus signe d'activité sur ses réseaux sociaux depuis 2018 et son site web officiel a été supprimé.

## Discographie

### Albums studio
- 2008 : Facades
- 2010 : Clouds in the Box
- 2014 : Those Who Crossed Territories

### Compilation
- 2012 : Ballads and Lullabies Compilation